# Saturnin de Toulouse
Pour les articles homonymes, voir Toulouse (homonymie), Basilique Saint-Sernin et Saint Saturnin.
Saturnin de Toulouse, aujourd'hui plus connu sous le nom de saint Sernin, est le premier évêque de Toulouse (épiscope) répertorié. 
Il est saint de l'Église, célébré le 29 novembre.
Le nom de Saturnin (Saturninus en latin) a connu de multiples évolutions que l'on retrouve dans de nombreux toponymes et patronymes : Savournin (cf. Saint-Savournin), Sadourny, Sernin (cf. Saint-Sernin), Sorlin (en Auvergne-Rhône-Alpes), Serni, Serny, Cernin, Sernilh, etc.

## Histoire et légende
Il est difficile de séparer ce qui relève de l'histoire et ce qui est plutôt de l'embellissement légendaire, lié notamment aux croyances religieuses et aux traditions populaires. Cependant, c'est la Passio sancti Saturnini (Passion de saint Saturnin), « texte à usage liturgique rédigé pour l'essentiel dans le premier quart du Ve siècle » qui nous rapporte ces débuts de l’Église de Toulouse et détaille le martyre de son premier évêque. Ce texte, rédigé environ 150 ans après les événements du martyre, décrit une histoire simple de telle sorte qu'il est facile, encore aujourd'hui, de la relater avec concision. La mémoire du martyre a dû se transmettre à travers la liturgie, en raison du culte funéraire entretenu sur sa tombe. Elle s'est transmise oralement pendant les années suivant sa mort et ne s'est pas perdue comme le prouvent les actions de ses successeurs du IVe siècle Hilaire et Selve (ou Silve) dont nous parlerons plus loin. Cependant si la Passio s'est sûrement inspirée de la liturgie, elle a peut-être repris également d'autres écrits aujourd'hui disparus. 
Saturnin est envoyé de Rome par le pape Fabien, pour évangéliser la Gaule. En passant par Nîmes, un disciple se joint à lui, saint Honest. Ensemble, ils vont jusqu'à Pampelune, en Hispanie. Ils y rencontrent et consacrent le futur saint Firmin. Honest subit le martyre, et Saturnin, accompagné d'Hilaire, son futur successeur, revient sur ses pas pour s'arrêter à Toulouse.

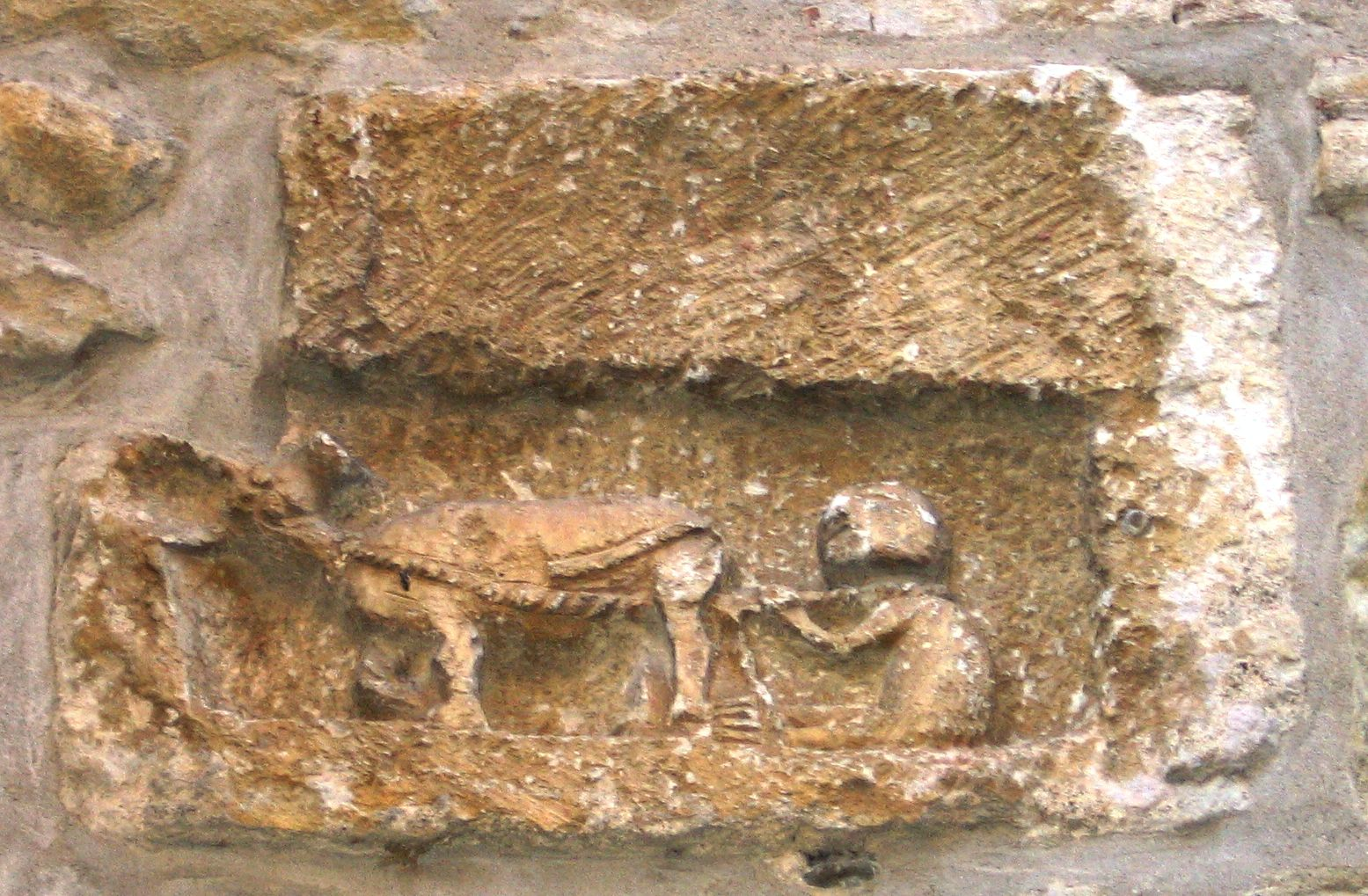
Martyre de saint Saturnin - église de Daumazan-sur-Arize (Ariège) - XIIe siècle.

Saturnin sillonne la région à des fins d'évangélisation. En 250, attribuant le silence des oracles à ses passages fréquents devant le Capitole (temple majeur de la cité antique, différent du Capitole d'aujourd'hui, et dont l'emplacement supposé aurait été vers ce qui est aujourd'hui la place Esquirol), des prêtres païens lui demandèrent d'honorer l'empereur en lui sacrifiant un taureau. Son refus valut à Saturnin d'être attaché au taureau du sacrifice. La légende raconte que le taureau, pris d'une rage folle, descendit à toute allure les marches du Capitole, traînant derrière lui l'évêque. Sa tête explosa sur les marches du temple. 
Le taureau aurait rejoint la campagne en passant par la porte nord de la ville, la Porterie, alors protégée par des remparts. Cette porte était située à l'emplacement de l'actuelle place du Capitole. Le taureau aurait abandonné Saturnin sur la route de Cahors, la rue du Taur, lui donnant ainsi le nom qu'on lui connaît aujourd'hui. Selon une autre légende, la gare Matabiau serait située sur l'emplacement où ledit taureau (biau) aurait été tué (matar). En fait, buòu désigne le bœuf en occitan et le nom de Matabiau vient de l'endroit où on abattait les bœufs à l'époque médiévale.
Le corps sans vie du supplicié fut recueilli par les saintes Puelles, deux jeunes femmes. Elles l'inhumèrent à l'endroit exact où son corps fut trouvé, dans un cercueil en bois qui fut déposé dans un fossé assez profond pour que les païens ne puissent pas profaner la dépouille. La légende dit que, battues par la foule, les saintes Puelles quittèrent la ville pour se réfugier dans le petit village près de Castelnaudary qui porte leur nom, le Mas-Saintes-Puelles. Saint Hilaire, évêque au IVe siècle, fit construire une voûte de briques puis y édifia une petite église en bois, un oratoire, sur la tombe du martyr. Une ancienne tradition populaire veut que l'église Notre-Dame du Taur que nous connaissons aujourd'hui, soit le lieu d'emplacement de cette première église. Cependant, des fouilles archéologiques réalisées dans le sanctuaire de l'église Notre-Dame du Taur en 1969-1970 n'ont pas permis de mettre au jour la moindre construction d'époque paléochrétienne. On ne peut donc localiser précisément ni le premier emplacement de la tombe, ni celui du monument de saint Hilaire.

## La ferveur religieuse

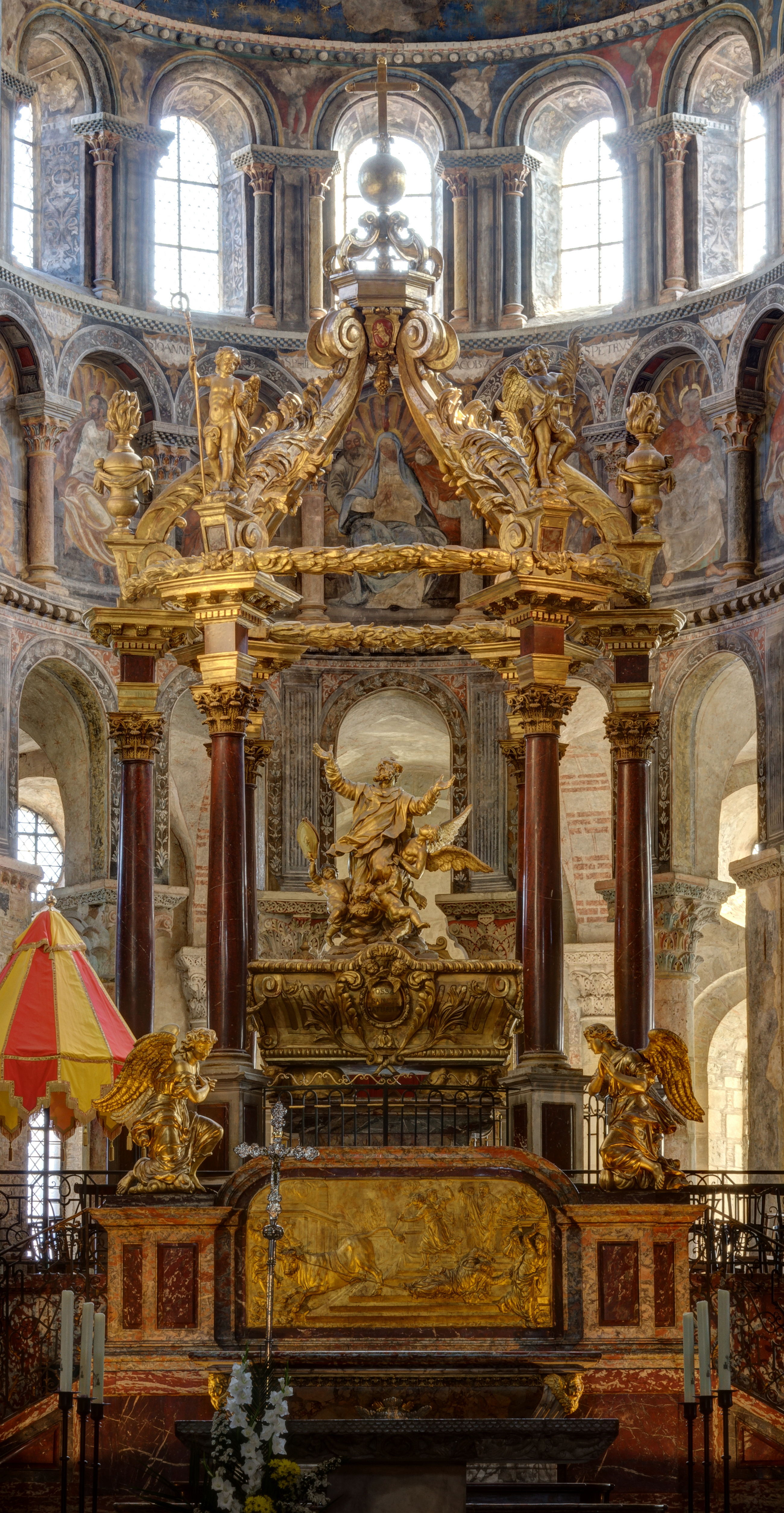
Le tombeau de saint Saturnin dans la basilique Saint-Sernin de Toulouse.

Cette église du Taur devint bientôt un important lieu de pèlerinage. 
En 402, devant l'afflux des fidèles, les reliques du saint furent transférées dans une nouvelle basilique, construite sous l'épiscopat de saint Sylve et achevée sous celui d'Exupère, la basilique Saint-Sernin. 
La Saint Saturnin est fêtée le 29 novembre par des vêpres solennelles.

## Les recherches historiques
Les historiens ont longtemps débattu pour savoir où se situait le Capitole à l'époque antique. Ce n'est qu'en 1993, grâce aux fouilles archéologiques du parking de la place Esquirol, qu'on a pu déterminer que le temple se situait à cet endroit. 
La Passion de saint Saturnin, probablement écrite au Ve siècle, nous indique qu'il était pourvu d'un escalier monumental. 